# یواس‌اس رمورا (اس‌اس-۴۸۷)
یواس‌اس رمورا (اس‌اس-۴۸۷) (به انگلیسی: USS Remora (SS-487)) یک زیردریایی بود که طول آن ۳۱۱ فوت ۸ اینچ (۹۵٫۰۰ متر) بود. این زیردریایی در سال ۱۹۴۵ ساخته شد.